# Epirrhoe nigrescens
Epirrhoe nigrescens là một loài bướm đêm trong họ Geometridae.